# Soholmer Au
Die Soholmer Au (dänisch Soholm Å) ist ein Fluss in den Kreisen Schleswig-Flensburg und Nordfriesland im deutschen Bundesland Schleswig-Holstein. Ihre kanalisierten Flussabschnitte werden als Soholmer-Au-Kanal und die Altstrecken als Alte Soholmer Au bezeichnet.
Der Fluss hat eine Länge von ungefähr 25 km, entspringt beim Zusammenfluss von Spölbek und Linnau und mündet südwestlich von Risum-Lindholm in den Bongsieler Kanal. Die Soholmer Au ist Teil des FFH-Gebietes Gewässer des Bongsieler Kanal-Systems. Der ökologische Zustand der Soholmer Au und der Spölbek ist gut, der chemische Zustand ist nicht gut.